# Adalbert av Prag
Adalbert av Prag, född cirka 956 i Libice, död 23 april 997 i Truso, var en biskop i Prag som arbetade för att kristna områden tillhörande de baltiska preussarna (motsvarar Preussen och Pommern). Missionen ingick i programmet som startades av den polske kungen Bolesław I Chrobry. Adalbert dog martyrdöden, och blev senare skyddshelgon för Tjeckien, Polen, Ungern och Preussen. Hans helgondag firas den 23 april.

### Webbkällor
- ”St. Adalbert”. Catholic Encyclopedia. New Advent. Arkiverad från originalet den 29 september 2017. https://web.archive.org/web/20170929191056/http://www.newadvent.org/cathen/01127c.htm. Läst 25 augusti 2017.
- ”Sant'Adalberto di Praga, vescovo e martire”. Santi e Beati. Arkiverad från originalet den 25 augusti 2017. https://web.archive.org/web/20170825150324/http://www.santiebeati.it/dettaglio/50550. Läst 25 augusti 2017.